# Exhumed (groupe)
Exhumed est un groupe de deathgrind américain, originaire de San José, en Californie. Formé en 1990, le groupe est signé actuellement au label Relapse Records? et se centre autour du chanteur Matt Harvey. Au total, le groupe compte six albums et plus d'une douzaine de singles split 7". Ils se mettent en pause en 2005, puis reprennent leurs activités en 2010.

## Biographie

### Première décennie (1990–2000)
Exhumed est formé en 1990 par Matt Harvey alors âgé de 15 ans. Exhumed passera toute sa première décennie à enregistrer et publier des démos, splits et EPs. Harvey explique s'être inspiré de groupes comme Carcass, Impetigo, Repulsion et Terrorizer, et des albums d'Entombed.
Le groupe publie son premier album, Gore Metal, en 1998. L'album mêle death metal et grindcore, et inspirera d'autres groupes jouant ces styles musicaux. Harvey explique que Gore Metal est l'album dans lequel Exhumed développe sa vision : « Quand je réécoute l'album, les chansons étaient sympas, mais la production était horrible. » Il explique également que le groupe avait enregistré plusieurs chansons pour l'album qui seront perdues lorsque le producteur James Murphy, qui souffrira d'une tumeur cérébrale et qui agira « d'une manière irresponsable », a été renvoyé de son studio à Oakland.

### Autres activités et pause (2001–2009)
Le groupe tourne ensuite aux États-Unis, et apparait dans plusieurs festivals. La formation du groupe continue de changer pendant et après la sortie de leur deuxième album, Slaughtercult, en août 2000. Harvey explique que Slaughtercult est « l'album dans lequel on a presque réussi à atteindre notre but – avec des chansons brutales, simples, et directes. » En soutien à Slaughtercult, le groupe effectue trois tournées américaine, et une première tournée européenne, notamment aux festivals Fuck the Commerce et Obscene Extreme. Le groupe joue aussi au Wacken Open Air.
Exhumed évolue encore plus avec la sortie de son troisième album, Anatomy is Destiny (2003), qui comprend des arrangements, une production et une instrumentation plus sophistiquées. Le bassiste Leon del Muerte remplace Bud Burke peu après l'enregistrement de l'album. Harvey décrit l'album comme « un grand pas en avant », mais le critique rétrospectivement pour son manque de chœurs mémorables. Il dit de Anatomy is Destiny, que « dans tous les cas, c'est notre meilleur album, mais on a loupé pas mal de trucs. »
Le cofondateur et batteur Col Jones quitte Exhumed en 2003, affectant ainsi la chimie créative du groupe. Harvey se rappelle qu'« après son départ, il fallait se remettre. J'essaye d'être créatif. L'anatomie du groupe s'est juste effondrée. » Alors qu'Harvey tente de reconstruire la formation, Exhumed plus une compilation double CD de leurs premières chansons intitulée Platters of Splatter. Après avoir tournée en Amérique du Nord, en Europe, au Japon, et en Australie, le guitariste Mike Beams quitte le groupe, tandis que le guitariste Wes Caley et le batteur Matt Connell sont recrutés. Exhumed termine un album de reprises intitulé Garbage Daze Re-Regurgitated.
Pendant leur pause, Harvey joue au sein de Dekapitator, Gravehill, et Scarecrow. Harvey, remarquera plus tard que « la passion pour la musique ne m'a jamais quitté, contrairement à celle pour Exhumed. »

### Réunion (depuis 2010)
Harvey annonce le retour du groupe : « après des années hors de la scène death metal, je me sens à nouveau revivre et prêt à foncer une fois encore. » En 2010, le groupe enregistre All Guts, No Glory. Il comprend Harvey à la guitare et au chant, del Muerte à la basse et au chant, Caley à la guitare et Danny Walker à la batterie. En 2012, le guitariste Caley est remplacé par Bud Burke, et le groupe enregistre Necrocracy qui est publié par le label Relapse Records le 2 août 2013. Harvey écrit l'album comme « pas si rapide » comparé à All Guts, No Glory.
Le 6 novembre 2014, le groupe apparait dans la troisième saison de The Eric Andre Show. En novembre 2014, Matt Ferri remplace Rob Babcock à la basse. En 2015, Matt Ferri quitte le groupe et est remplacé par Ross Sewage à la basse.

## Membres

### Membres actuels
- Matt Harvey - chant, guitare (depuis 1990)
- Michael Hamilton – batterie (depuis 2011)
- Bud Burke - basse, chant (1999-2003), guitare (depuis 2012)
- Ross Sewage - chant (1994-1999, depuis 2015), basse (1996-1999, depuis 2015)

### Anciens membres
- Rob Babcock - basse
- Joe Walker - chant, guitare, basse
- Col Jones - batterie (1990-2003)
- Peter Rossman - basse (1990-1991)
- Rocky Torrecillas - guitare (1990-1991)
- Ben Marrs - basse (1991-1992)
- Derrel Houdashelt - guitare (1991-1996)
- Jake Giardina - chant (1991-1993), basse (1993-1993)
- Jeff Saffle - basse (1993)
- Mark Smith - chant (1993-1993)
- Matt Widener - chant,	basse (1994-1995)
- Leon del Muerte - guitare (1996-1997), basse (2000-2000, 2003-2005, 2010-2012)
- Mike Beams - chant, guitare (1998-2004)
- Danny Walker - batterie (2003-2004, 2010)
- Matt Connell - batterie (2004)
- Wes Caley - guitare (2004-2005, 2010-2011)
- Rob Babcock - basse, chant (2012-2014)
- Slime - chant, basse (2014-2015)

## Discographie

### Albums studio
- 1998 : Gore Metal
- 2000 : Slaughtercult
- 2003 : Anatomy Is Destiny
- 2005 : Garbage Daze Re-Regurgitated
- 2011 : All Guts, No Glory
- 2013 : Necrocracy
- 2015 : Gore Metal: A Necrospective 1998-2015
- 2017 : Death Revenge